# Exocarpos
Exocarpos is een geslacht van halfparasitaire struiken en kleine bomen uit de sandelhoutfamilie (Santalaceae). De soorten uit het geslacht komen voor in Indochina, Indonesië, Nieuw-Guinea, Australië en Nieuw-Zeeland.

## Soorten
- Exocarpos aphyllus R.Br.
- Exocarpos bidwillii Hook.f.
- Exocarpos clavatus Stauffer
- Exocarpos cupressiformis Labill.
- Exocarpos gaudichaudii A.DC.
- Exocarpos homalocladus C.Moore & F.Muell.
- Exocarpos humifusus R.Br.
- Exocarpos latifolius R.Br.
- Exocarpos lauterbachianus Pilg.
- Exocarpos longifolius (L.) Endl.
- Exocarpos luteolus C.N.Forbes
- Exocarpos menziesii Stauffer
- Exocarpos micranthus Stauffer
- Exocarpos montanus (Stauffer) Baum.-Bod.
- Exocarpos nanus Hook.f.
- Exocarpos neocaledonicus Schltr. & Pilg.
- Exocarpos odoratus (Miq.) A.DC.
- Exocarpos phyllanthoides Endl.
- Exocarpos pseudocasuarina Guillaumin
- Exocarpos psilotiformis Skottsb.
- Exocarpos pullei Pilg.
- Exocarpos sparteus R.Br.
- Exocarpos spathulatus Schltr. & Pilg.
- Exocarpos strictus R.Br.
- Exocarpos syrticola Stauffer
- Exocarpos vitiensis A.C.Sm.

... · 
Anthobolus · 
Thesium (Bergvlas) · 
Santalum · 
Viscum · 
...